# Carl Gustafsson i Södra Vi

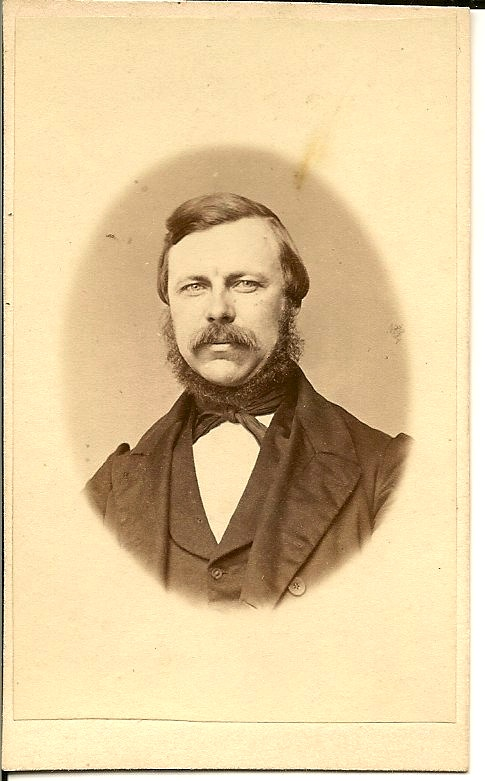
Gustafsson i Södra Vi fotograferad 1866 av Augusta Senelius.

Carl Gustafsson (i riksdagen kallad Gustafsson i Södra Vi), född 3 januari 1828 i Västra Ryds socken, Östergötlands län, död 15 juni 1907 i Grebo församling, Östergötlands län, var en svensk organist, klockare, folkskollärare och politiker. Han företrädde bondeståndet i Sevede och Tunaläns härader vid ståndsriksdagen 1865–1866 och lämnade under riksdagsperioden in tre motioner och fem yttranden.

## Riksdagsuppdrag 1865/66
- Suppleant i förstärkta konstitutionsutskottet.
- Suppleant i allmänna besvärs- och ekonomiutskottet.
- Ledamot i bondeståndets enskilda besvärsutskott.